# 日比野五鳳記念美術館
日比野五鳳記念美術館（ひびのごほうきねんびじゅつかん）は、岐阜県安八郡神戸町にある美術館（個人美術館）。

## 概要
安八町にゆかりのある（出身地）日比野五鳳（神戸町名誉町民、文化功労者）の作品展示の美術館として、1984年（昭和59年）開館する。収蔵されている作品は283点。
期間限定の美術館である。日比野五鳳の作品を展示する春季展（4月下旬～5月下旬）と秋季展（11月上旬～下旬）のみ開館する。

## 所在地
- 岐阜県安八郡神戸町大字神戸1220-1

## 利用情報
- 開館期間：4月下旬～5月下旬　11月上旬～下旬[1]
- 開館時間：9:00〜16:00
- 休館日：上記開館期間以外の日
- 入場料：一般・大学生210円、小学校以上100円

## 交通アクセス
- 養老鉄道養老線 広神戸駅下車、徒歩で約15分。
- 名阪近鉄バス「神戸町役場前」停留所下車、徒歩で約5分。